# Moyher Ridge
Moyher Ridge är en bergstopp i Antarktis. Den ligger i Västantarktis. Chile gör anspråk på området. Toppen på Moyher Ridge är 2 229 meter över havet, eller 86 meter över den omgivande terrängen. Bredden vid basen är 1,1 km.
Terrängen runt Moyher Ridge är bergig åt nordost, men åt sydväst är den kuperad. Terrängen runt Moyher Ridge sluttar österut. Trakten är obefolkad. Det finns inga samhällen i närheten. 